# 올리버 토비아스

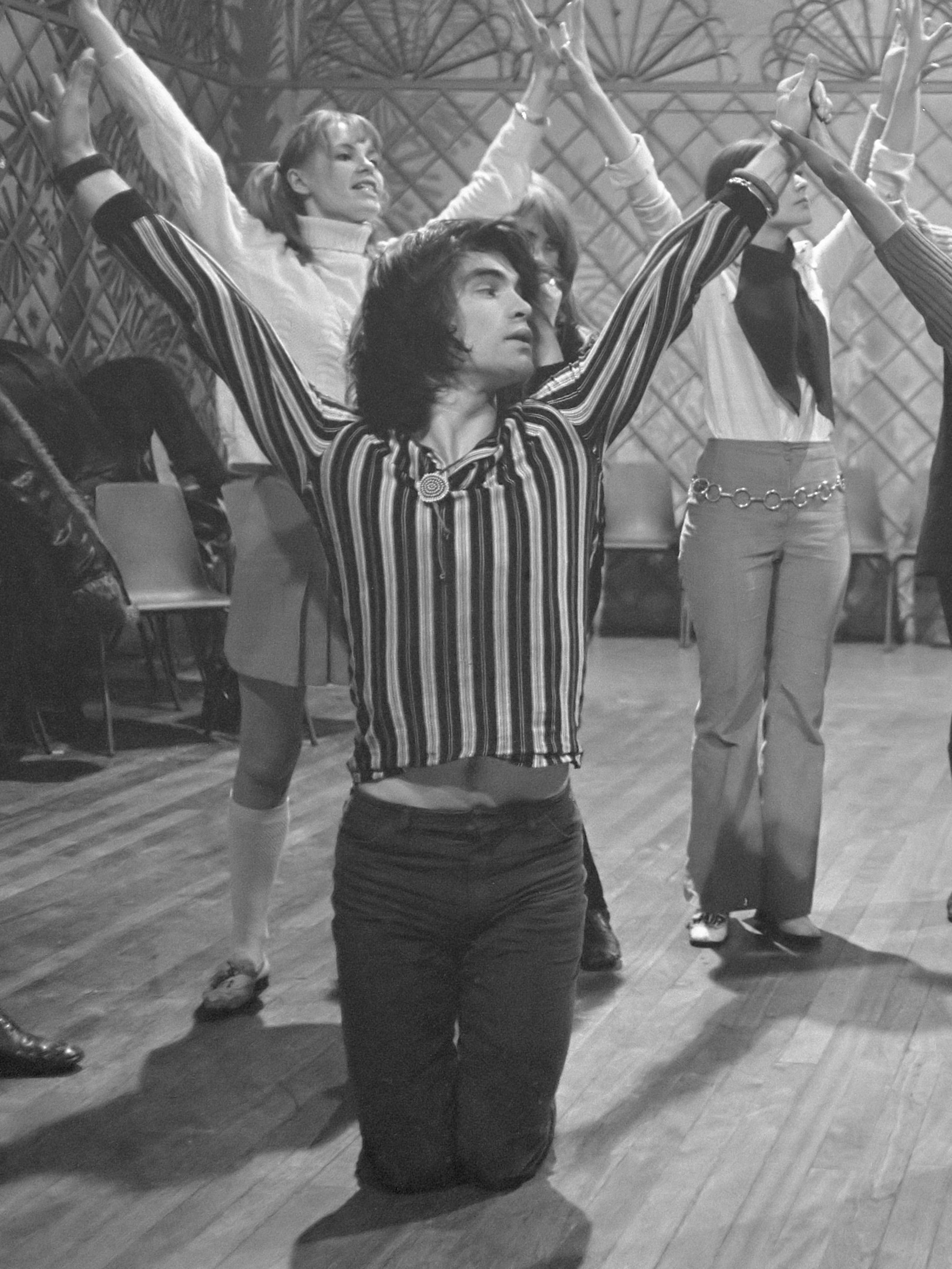

올리버 토비아스(Oliver Tobias, 1947년 8월 6일 ~ )는 스위스의 배우이다.
취리히에서 태어났다.

## 출연 작품
- 로드 몬태규 (2013년)
- 엘도라도 (2012년)
- 빅 베어 (1999년)
- 샤프의 워터루 (1997년)
- 브리더스 (1997년)
- 스페셜 킬러 (1995년)
- 뮤직 박스의 비밀 (1994, Broken Lullaby)
- 라스트 매치 (1990년)
- 풍운아 빈센트 (1987년)
- 요한 스트라우스 (1986년)
- 사악한 여자 (1983년)
- 나이팅게일 생 인 버클리 스퀘어 (1979년)
- 아라비안 어드벤처 (1979년)
- 나자렛 예수 (1977년)